# Coat-Méal
Coat-Méal is een gemeente in het Franse departement Finistère, in de regio Bretagne. De plaats maakt deel uit van het arrondissement Brest. Coat-Méal telde op 1 januari 2022 1.135 inwoners.

## Geografie
De oppervlakte van Coat-Méal bedroeg op 1 januari 2022 10,82 vierkante kilometer; de bevolkingsdichtheid was toen 104,9 inwoners per km².

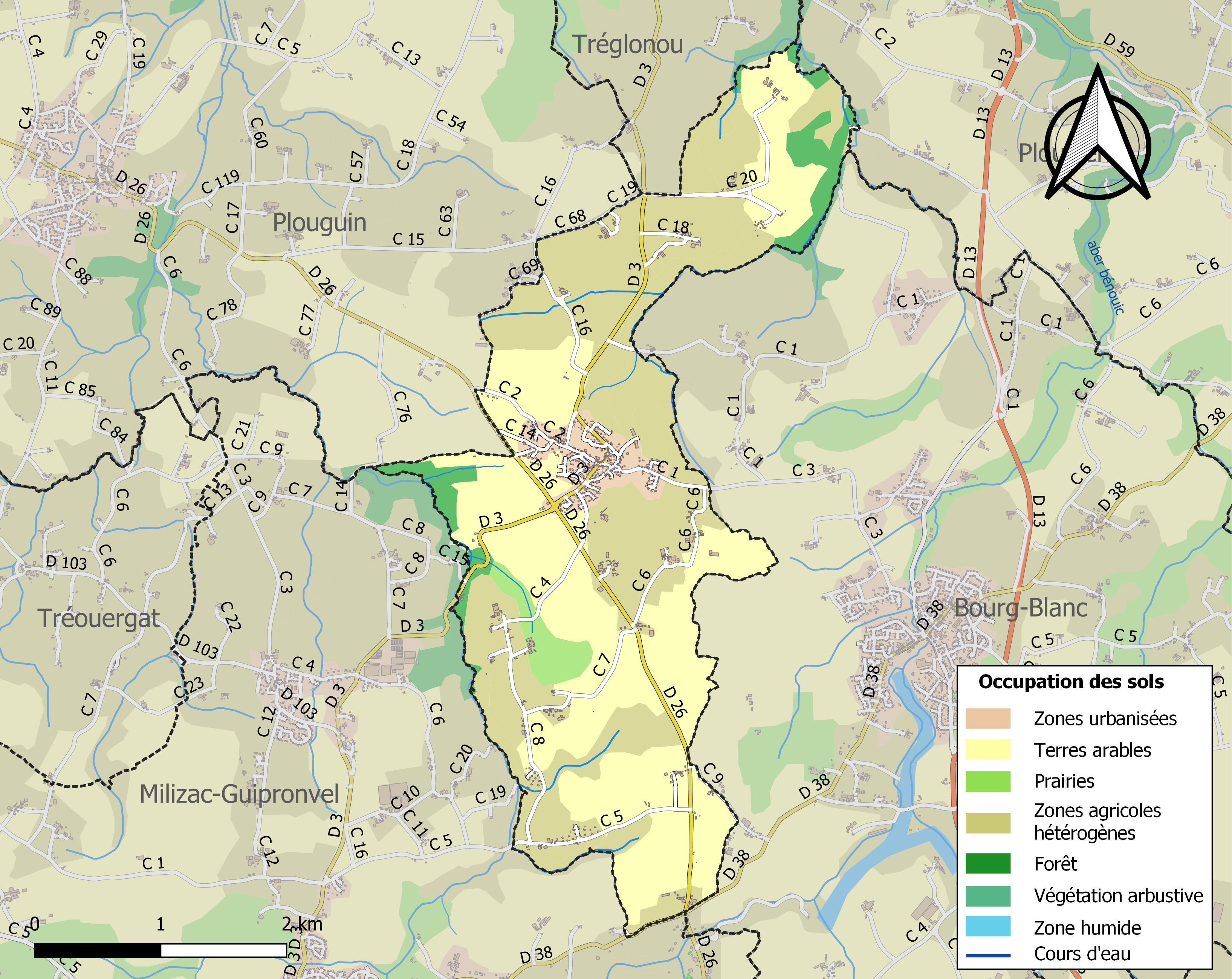
Kaart van de gemeente met belangrijkste infrastructuur, bodemgebruik en omliggende gemeenten

## Demografie
Onderstaande figuur toont het verloop van het inwonertal (bron: INSEE-tellingen).